# Симамото, Франциск Ксаверий Канамэ
Франциск Ксаверий Канамэ Симамото (яп. フランシスコ・ザビエル島本要 фурансисуко дзабэру симамото канамэ) (14.02.1932 г., Гото, Япония — 31.08.2002 г., Нагасаки, Япония) — католический прелат, епископ Уравы с 20 декабря 1979 года по 8 февраля 1990 год, архиепископ Нагасаки с 8 февраля 1990 года по 31 августа 2002 год, член католического движения «Общество Прадо».

## Биография
23 ноября 1958 года Франциск Ксаверий Канамэ Симамото был рукоположён в священника.
20 декабря 1979 года Римский папа Павел VI назначил Франциска Ксаверия Канамэ Симамото епископом Уравы. 20 марта 1980 года состоялось рукоположение Франциска Ксаверия Канамэ Симамото в епископа, которое совершил архиепископ Нагасаки Иосиф Асидзиро Сатоваки в сослужении с апостольским пронунцием в Японии титулярным архиепископом Нумидии Марио Пио Гаспари и архиепископом Токио Петром Сэйити Сираянаги.
8 февраля 1990 года Римский папа Иоанн Павел II назначил Франциска Ксаверия Канамэ Симамото архиепископом Нагасаки.
Скончался 31 августа 2002 года в городе Нагасаки.